# 우에스기 무네노리
우에스기 무네노리(일본어: 上杉宗憲, 1714년 2월 26일 ~ 1734년 6월 14일)는 일본 에도 시대의 다이묘로, 요네자와번의 6대 번주이다. 초명은 노리히데(憲英)이고, 관위는 종4위하, 시종(侍従), 단조쇼히쓰(弾正少弼)이다.
선대 번주인 우에스기 요시노리의 맏아들로 태어났다. 『우에스기 가 연보(上杉家御年譜)』에 의하면 쇼토쿠 4년(1714년) 정월 12일에 태어났다. 『간세이 중수 제가보(寛政重修諸家譜)』에 의하면 호에이 6년(1709년)에 태어났다고도 하나, 전자가 유력하다. 교호 7년(1722년), 아버지가 사망함에 따라 번주직을 계승하였다. 숙부이자 요네자와 신덴 번주인 우에스기 가쓰치카가 후견인이 되었다. 이듬해 원복식을 치르고, 쇼군 도쿠가와 요시무네의 편휘(偏諱)를 받아 무네노리(宗憲)라 개명하였다.
교호 15년(1730년)경부터 기요노 히데히로가 등장하기 시작하였다. 교호 18년(1733년)에 막부로부터 에도 성 공사의 임무를 명령받았고, 영내에 임시 어용금과 가신의 봉록을 빌려서 자금을 조달하여, 번 재정의 궁핍이 더욱 심해졌다. 또 교호 19년(1734년) 5월 초순에 병으로 쓰러져, 같은해 5월 13일에 요네자와에서 사망하였다. 자식이 없었으므로 동생인 우에스기 무네후사가 그 뒤를 이었다.
| 전임 우에스기 요시노리 | 제6대 요네자와번 번주 1722년 ~ 1734년 | 후임 우에스기 무네후사 |